# Station High Street (Glasgow)
High Street (Glasgow) is een spoorwegstation van National Rail in Glasgow City in Schotland. Het station is eigendom van Network Rail en wordt beheerd door ScotRail. 